# سیارک ۱۴۵۳
سیارک ۱۴۵۳ (به انگلیسی: 1453 Fennia، نامگذاری:1938ED1) هزار و چهارصد و پنجاه و سومین سیارک کشف شده‌است که در ۸ مارس ۱۹۳۸ کشف شد.
قدر مطلق سیارک برابر ۱۲٫۸۳ است.